# Superficie di Lambert
Una superficie di Lambert o lambertiana è una superficie ideale che riflette l'energia incidente in modo tale che vari solo in funzione del coseno formato tra la perpendicolare sorgente-superficie e la direzione del punto di osservazione, per cui le grandezze radiometriche o fotometriche variano solo in funzione del coseno. È quindi generalmente considerata una superficie diffondente ideale.
Ingrandendo un'area di una superficie diffondente reale si può notare che essa è scabra (ruvida, frastagliata) quindi non vi sono angoli di riflessione ben definiti.